# Gaku Shibasaki
Gaku Shibasaki (柴崎 岳, Shibasaki Gaku), né le 28 mai 1992 à Noheji (Japon), est un footballeur international japonais évoluant au poste de milieu de terrain au Kashima Antlers.

## Biographie

### Carrière en club

#### Kashima Antlers
En club, Gaku Shibasaki commence sa carrière professionnelle au Kashima Antlers. Il remporte la Coupe de la Ligue japonaise en 2011 avec cette équipe, inscrivant notamment un but lors des demi-finales.
Il se fait remarquer lors de la finale de la Coupe du Monde des clubs 2016 opposant son club formateur au Real Madrid. Il inscrit un doublé contre le champion d'Europe et permet à son équipe de mener 1-2 pendant quelques minutes. Finalement, les Kashima Antlers se feront rejoindre au score quelques minutes après sur un but de Cristiano Ronaldo avant de s'incliner en prolongations 4-2. Sa performance a cependant attiré l'œil de recruteurs de clubs espagnols.

#### CD Tenerife
Il signe ainsi pour le CD Tenerife le 31 janvier 2017 mais ne débutera pour son équipe que le 19 mars lors d'un match de deuxième division espagnole contre le CF Reus Deportiu. Malgré une place de plus en plus importante dans l'équipe et de bonnes performances en play-offs de montée (comme son but de la victoire contre le Cadiz CF), Tenerife ne monte pas en Liga pour la saison suivante.

#### Getafe CF
Le 17 juillet 2017, il quitte Tenerife pour rejoindre Getafe, fraîchement promu en Liga. Il joue ainsi son premier match officiel en ouverture contre l'Athletic Bilbao. Le 16 septembre, il marque son premier but sous ses nouvelles couleurs d'une volée contre le FC Barcelone lors de la défaite de son club face au club catalan 1-2. Il devient ainsi le premier joueur japonais à avoir marqué contre le FC Barcelone et le Real Madrid.

#### Deportivo La Corogne
Le 14 juillet 2019, Shibasaki s'engage librement avec le Deportivo La Corogne pour quatre saisons,. Il joue son premier match sous ses nouvelles couleurs dès la première journée de championnat, le 18 août 2019 contre le Real Oviedo. Il est titularisé ce jour-là et son équipe s'impose par trois buts à deux.

#### CD Leganés
Le 4 septembre 2020, Shibasaki signe au CD Leganés, devenant le premier joueur japonais de l'histoire du club.

#### Retour dans son club formateur
Il retourne au Kashima Antlers, son club formateur, en septembre 2023.

### Carrière en sélection nationale
Gaku Shibasaki participe à la Coupe du monde des moins de 17 ans 2009 avec le Japon. Il dispute trois matchs dans cette compétition. Le Japon ne passe pas le premier tour du tournoi, perdant tous ses matchs.
En septembre 2014, il fait partie du groupe convoqué par le sélectionneur Javier Aguirre Onaindía pour une série de matches amicaux. Il obtient sa première sélection et titularisation le 9 septembre lors d'un affrontement contre le Venezuela, au cours duquel il marque son premier but international en équipe senior. Les deux équipes se séparent sur un match nul (2-2).
Le 1er novembre 2022, il est sélectionné par Hajime Moriyasu pour participer à la Coupe du monde 2022.

## Palmarès
- Vainqueur de la Coupe de la Ligue japonaise en 2011 et 2012 avec le Kashima Antlers
- Vainqueur de la Coupe Suruga Bank en 2012 avec le Kashima Antlers
- Championnat du Japon en 2016
- Coupe du Japon  en 2016
- Finaliste de la Coupe du monde des clubs en 2016